# دهستان بازفت پایین
دهستان بازفت پایین یکی از دهستان‌های شهرستان کوهرنگ در استان چهارمحال و بختیاری ایران است.

## جمعیت
دهستان بازفت پایین در بخش بازفت قرار دارد و بر پایه سرشماری عمومی نفوس و مسکن سال ۱۳۹۰، جمعیت آن ۸٬۸۸۰ نفر (در ۱٬۸۰۴ خانوار) بوده‌است.